# Cidarinae
De Cidarinae zijn een onderfamilie van de Cidaridae, een familie van zee-egels uit de orde Cidaroida.

## Geslachten
- Almucidaris Blake & Zinsmeister, 1991 †
- Calocidaris H.L. Clark, 1907
- Centrocidaris A. Agassiz, 1904
- Chondrocidaris A. Agassiz, 1863
- Chorocidaris Ikeda, 1941
- Cidaris Leske, 1778
- Compsocidaris Ikeda, 1939
- Cyathocidaris Lambert, 1910 †
- Eucidaris Pomel, 1883
- Hesperocidaris Mortensen, 1928
- Kionocidaris Mortensen, 1932
- Lissocidaris Mortensen, 1939
- Tretocidaris Mortensen, 1903
- Triassicidaris Smith, 1994 †